# ジグソウ:ソウ・レガシー
『ジグソウ：ソウ・レガシー』（原題：Jigsaw）は、2017年公開のアメリカ合衆国のホラー映画。『ソウ』シリーズ8作目。

## 概要
完結編とされた前作『ソウ ザ・ファイナル 3D』から約7年ぶりとなる『ソウ』シリーズ8作目で、過去シリーズのストーリーを再構築した内容となっている。
監督には『デイブレイカー』『プリデスティネーション』のマイケル・スピエリッグとピーター・スピエリッグが、脚本には『ピラニア3D』のジョシュ・ストールバーグとピーター・ゴールドフィンガーが起用された。また、製作総指揮を務めたシリーズの創始者であるジェームズ・ワンとリー・ワネルを始めとし、歴代シリーズに関わってきたスタッフが多く参加している。
1作目以降のシリーズ、特に3作目からは殺人鬼ジグソウの仕掛けるトラップの残虐性に重点を置いたスプラッター映画としての要素が前面に押し出されていたのに対し、本作は1作目と同じくミステリー要素に重点を置いた作風に原点回帰が図られている。

## ストーリー
ある街で、おぞましい惨殺死体が次々と発見される。そのあまりに常軌を逸した状態から、かつてジグソウという通称で呼ばれ、多くの人間を死に追いやった連続猟奇殺人鬼ジョン・クレイマーの存在が警察の捜査で浮かび上がる。しかし、彼は十数年前にこの世を去っていた。ジグソウに後継者が存在したのか、彼に心酔する模倣犯による犯行なのかと、様々な推測が飛び交うが……。

## 登場人物
※括弧内は日本語吹替。
ローガン・ネルソン
演 - マット・パスモア（三上哲）
検視官。10年を経て出現した、ジグソウの犠牲者と思われる死体を調べる。
退役軍人で、かつて敵の捕虜となり拷問された過去を持つ。
ハロラン
演 - カラム・キース・レニー（広瀬彰勇）
刑事。ジグソウの関連が疑われる事件の捜査を担当。
キース
演 - クレ・ベネット（藤翔平）
刑事。ハロランと組んで捜査を担当。
エレノア
演 - ハンナ・エミリー・アンダーソン（阿部彬名）
検視官。ローガン・ネルソンと共にジグソウの犠牲者と思われる死体を調べる。
アナ
演 - ローラ・ヴァンダーヴォート（木下紗華）
ゲーム参加者の女性。幼い子供を亡くしている。
ミッチ
演 - マンデラ・ヴァン・ピーブルズ（岡本和浩）
ゲーム参加者の黒人男性。
ライアン
演 - ポール・ブラウンスタイン（山岸治雄）
ゲーム参加者の中年男性。粗暴な性格。
カーリー
演 - ブリタニー・アレン（野首南帆子）
ゲーム参加者の女性。
エドガー
演 - ジョサイア・ブラック（武井和歩）
「ゲームが始まる」と話し、ハロラン刑事との話を望んだ男。直後に警察に撃たれ、意識不明の重体となる。
ジグソウ / ジョン・クレイマー
演 - トビン・ベル（銀河万丈）
「ゲーム」と称した儀式を行う殺人鬼。10年前に死亡したはずだが、彼のゲームは再び始まる。